# Tolis
Els tolis són els membres d'un grup ètnic que viuen al sud-est de Benín, al departament d'Ouémé que parlen el dialecte toli de la llengua gun. Segons el joshuaproject hi ha 10.100 segos a Benín. Els tolis són d'un grup ètnic de les ètnies guineanes. El seu codi ètnic és NAB59e i el seu ID és 15541.

## Llengua
Els tolis parlen el dialecte toli de la llengua gun. Els altres grups humans que parlen aquesta llengua són els guns i els Setos, que parlen el dialecte homònim.

## Religió
La gran majoria dels tolis creuen en religions africanes tradicionals (94,9%) i hi ha minories de cristians (5%) i d'ateus (0,1%). El 70% dels tolis cristians són catòlics, el 22% pertanyen a esglésies independents, el 5% són protestants i el 3% pertanyen a altres esglésies. El 2% dels tolis cristians segueixen el moviment evangèlic.